# Кинески владари
Од династије Џоу до династије Ћин кинески владари носили су титулу краља – (кин: 王; пин: wáng).
Царска титула – (кин: 皇帝; пин: huángdì) користи се од династије Ћин, односно првог кинеског цара Ћин Ши Хуанга (кин: 秦始皇; пин: Qín Shǐhuáng). Сâм Ћин Ши Хуангје сковао титулу коју ће следећа два миленијума носити кинески цареви, спојивши титулу божанског краља (皇, хуанг), која се односила искључиво на три Прва господара и титулу краља-мудраца (кин: 帝, срп. ди) која се односила на пет митских царева Кине.
Кинески цареви су сматрани синовима неба, и имали су формално неограничену власт. Наравно, неки владари су били само марионете док су власт држале дворске клике, евнуси или моћне племићке породице.
Царска титула преносила се са оца на сина, и у породици је важило право примогенитуре. Наравно, ово право је често оспоравано и било је узрок многих грађанских ратова. У принципу је било немогуће да жена буде владар, осим једне, царице Ву Ц’-тјен из династије Танг.
Веома битан елемент кинеског схватања мандата власти је конфучијанска идеја о мандату неба. Према овој теорији, владар који је неправичан губи мандат неба и стога је његова смена могућа. На овај начин династије су могле да буду легитимно смењене.

## Имена кинеских владара
Видети још и чланак: кинеска имена
Имена кинеских владара састоје се из више елемената. То су: лично име, које је за царевог живота табу, владарска имена која су се користила за време царевог живота и означавала су назив периода његове владавине (на пример Вечити мир или Изворна снага), затим постхумно име које је владару давано по његовој смрти и које се користило приликом спомињања владара, и храмовно име које је владар такође добијао постхумно, и које се користило у храмовима.

## Навођење имена кинеских владара
Конвенција приликом навођења владарских имена је следећа: прво се наводи име династије, затим постхумно или храмовно име (у зависности од династије о којој је реч), те владарево презиме и лично име.

宋 太祖 赵匡胤
Сунг (династија) Таи Цу (постхумно име) Џао Куанг-јин (презиме и име)

Да би се дала прецизна референца на владара, довољно је навести само име династије и постхумно/храмовно име.
Постоје, међутим и неке разлике. Владари династија Минг и Ћинг наводе се према свом владарском имену, не постхумном, зато што су њихова постхумна имена била знатно дужа.
Конвенција навођења имена за сваку династију наведена је у Табели кинеских владара, или у појединачним табелама на страницама појединачних династија (видети: Кинеске династије)

## Табела кинеских владара
Овај списак је један од најдужих чланака на Википедији. Уколико вам је потребан неки одређени владар погледајте у посебним чланцима о династијама